# Walentin Ferdinandowitsch Asmus
Walentin Ferdinandowitsch Asmus (kyr. Валентин Фердинандович Асмус; * 18. Dezemberjul. / 30. Dezember 1894greg. in Kiew; † 4. Juni 1975 in Moskau) war ein russischer Philosoph, Logiker und Logikhistoriker.

## Leben
Walentin Asmus kam in Kiew in einer Russlanddeutschen Familie zur Welt und studierte dort bis 1919 an der historisch-philologischen Fakultät der St.-Wladimir-Universität. 1939 wurde er Professor der Moskauer Staatlichen Universität (1939) und 1968 Vollmitglied am Institut für Philosophie der Russischen Akademie der Wissenschaften. 1943 erhielt er den Staatspreis der UdSSR.
Er gehörte zu der kleinen Gruppe sowjetischer Philosophen, die die klassische europäische Philosophie während der ersten zehn Jahre nach der Oktoberrevolution in der UdSSR fortsetzten.
Er war der Autor eines der ersten Lehrbücher der traditionellen Logik mit dem Titel "Logik" welches in der Zeit der Sowjetunion veröffentlicht wurde (1947).

## Werke
- Диалектическая материализация и логика (Dialektischer Materialismus und Logik) (1924)
- Диалектика Канта (Kantsche Dialektik) (1930)
- Логика (Logik) (1947)
- Учение логика о доказатељстве и опровержении (1954)
- Учение о непосредственном знании в истории философии нового времени (1955)
- Декарт (Descartes) (1956)